# Tablice rejestracyjne w Norwegii
Norweskie tablice rejestracyjne – tablice rejestracyjne służące do oznaczania pojazdów zarejestrowanych na terenie Królestwa Norwegii.
Wydawaniem tablic rejestracyjnych zarządza norweskie Ministerstwo Transportu i Komunikacji. Tablice stanowią dokumenty prawne, które jednocześnie identyfikują pojazd i określają warunki jego użytkowania. Jeżeli pojazd nie jest w użyciu,  tablice podlegają zwrotowi do organu rejestrującego.
Obecny system znaków (dwie litery wyróżnika i cztery lub pięć cyfr) został wprowadzony w 1971 roku. Projekt tablic pozostał bez zmian aż do roku 2002, kiedy władze zdecydowały się na wprowadzenie nowej czcionki o zestandaryzowanej szerokości każdego znaku. Nowy krój okazał się nieudany ze względu na czytelność znaków, na przykład litery "A" I "R" są często trudne do rozróżnienia. W 2006 czcionka została zmieniona ponownie na bardziej czytelną. Ponadto wprowadzono niebieski euroband z norweską flagą. Od 2009 tablice produkowano z tworzywa sztucznego w zakładzie w Tønsbergu, ale od 2012 roku ponownie tłoczy się je w aluminium.

## Typy tablic rejestracyjnych
Norweskie tablice rejestracyjne posiadają kilkanaście typów o następujących wzorach:

### A – biała tablica odblaskowa, czarne znaki
Dla samochodów osobowych, ciężarowych, autobusów, itp. podlegających opodatkowaniu i uprawnionych do jazdy po drogach publicznych. Większość samochodów w Norwegii posiada takie tablice.

### B – czarna tablica, żółte znaki
Są one przeznaczone dla wszystkich pojazdów, które zostały dopuszczone do ruchu i są uważane za bezpieczne, ale nie mogą być używane na drogach publicznych. Dotyczy to m.in. maszyn stosowanych w leśnictwie i przemyśle wydobywczym, skuterów śnieżnych, pojazdów używanych w portach morskich i lotniczych. Takie pojazdy nie podlegają opodatkowaniu. Pojazdy zarejestrowane na Svalbardzie również wykorzystują takie tablice, ponieważ wszystkie tamtejsze drogi są własnością prywatną.

### C – czarna tablica, białe znaki
Samochody rajdowe i wyścigowe. Pojazd może korzystać legalnie z drogi publicznej w czasie przejazdu na i z treningu, jeżeli kierowca posiada stosowną licencję oraz oświadczenie od lokalnego klubu motorowego. Pojazd podlega obowiązkowemu ubezpieczeniu i opłacie podatku drogowego, natomiast nie wprowadza się ceł importowych na nowe pojazdy.

### D – pomarańczowa tablica odblaskowa, czarne znaki
Tablice dla pojazdów wojskowych (samochody, ciężarówki, autobusy, wozy bojowe itp.).

### E – zielona tablica odblaskowa, czarne znaki
Dla samochodów osobowych, dostawczych, małych ciężarówek, itp. podlegających opodatkowaniu i uprawnionych do jazdy po drogach publicznych, które są wyposażone tylko w jeden rząd miejsc (łącznie z kierowcą) i posiadają wystarczającą przestrzeń wewnętrzną, aby dopasować ładunek o wymiarach 140 cm długości, 90 cm szerokości i 105 cm wysokości. Kategoria ta przeznaczona jest przede wszystkim dla przedsiębiorców, ale nie ma żadnych ograniczeń co do posiadania lub kierowania takim pojazdem. Pojazdy z zielonymi tablicami są obciążone niższymi stawkami podatku drogowego, niż te z białymi tablicami.

### F – niebieska tablica, żółte znaki
Tablice korpusu dyplomatycznego; są one używane na służbowych samochodach ambasad i urzędów konsularnych. Takie tablice zawsze posiadają wyróżnik CD. Pierwsze dwie cyfry wskazują, do jakiej misji dyplomatycznej należy pojazd. Pojazdy z niebieskimi tablicami nie podlegają opodatkowaniu.

### G – czerwona tablica, białe znaki
Tablice dealerskie. Tablice te są wydawane salonom samochodowym i służą do oznaczania pojazdu podczas przejazdu do miejsca sprzedaży lub podczas jazd testowych. Mogą one być swobodnie przenoszone z jednego pojazdu na inny. Wydawane do połowy 2015 roku w formacie "dwie litery + dwie cyfry", następnie "trzy litery + dwie cyfry", poczynając od AAA10. Format ten jest wydawany centralnie. W przypadku przyczep po grupie cyfr dodaje się literę T.

### H – czerwona tablica, czarne znaki (naklejka)
Naklejki używane do przewozu lub testowania niezarejestrowanych, ale sprawnych pojazdów, prototypów itp. Wydawane na określony czas użytkowania w cenie 310 NOK za dzień. Data wydania jest drukowana z prawej strony numeru rejestracyjnego. Format – dwie litery + 3 cyfry. 

### I – pomarańczowa tablica, czerwone znaki
Tablice testowe dla pojazdów wojskowych. Wzór składa się z trzech znaków: FMU dla pojazdów Muzeum Sił Zbrojnych lub T-U – "Test og utvikling" (test lub badania rozwojowe), po których następują trzy liczby z wiodącym zerem.

### J – biała tablica, czarne znaki, czerwone marginesy z białymi znakami
Tablice eksportowe i turystyczne. Nie zawierają liter. Po lewej i po prawej stronie na czerwonych marginesach zanotowany pionowo rok i miesiąc ważności.

### Spersonalizowane tablice rejestracyjne
Od 2017 roku można stosować na spersonalizowane tablice rejestracyjne  dowolną kombinację od dwóch do siedmiu liter i cyfr, z pewnymi wyjątkami, szczególnie dotyczącymi słów lub zwrotów obraźliwych oraz zastrzeżonych znaków towarowych. Z uwzględnieniem tych warunków i po uiszczeniu płatności w wysokości 9000 NOK (ok. 4000 PLN), wnioskodawca otrzymuje wyłączne prawo do korzystania z żądanego numeru rejestracyjnego na tablicy klasy A lub E przez dziesięć lat.

## Naklejka legalizacyjna

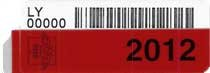
Naklejka legalizacyjna (1993-2012).

W latach 1993–2012 stosowano samoprzylepne naklejki legalizacyjne w barwach podstawowych, wydawane corocznie na każdy samochód, który miał opłacony podatek drogowy i ubezpieczenia oraz przeszedł pomyślnie ostatni półroczny test bezpieczeństwa i toksyczności spalin. Naklejka  zawierała numer rejestracyjny, również zakodowany w postaci kodu kreskowego, a jej kolor był zmieniany każdego roku w trzyletnim cyklu: czerwony, niebieski i żółty.
Korzystanie z naklejek legalizacyjnych zostało zaniechane w maju 2012 roku. Od tego czasu policja opiera się na zautomatyzowanych systemach, które fotografują tablicę rejestracyjną, ustalają numer rejestracyjny za pomocą optycznego rozpoznawania znaków i sprawdzają status pojazdu w bazie danych.

## Euroband

Norweski euroband w formacie podobnym do formatu UE. Zarówno format UE, jak i norweski spełniają wymagania konwencji wiedeńskiej o ruchu drogowym.

Norweskie tablice rejestracyjne wyprodukowane po 1 listopada 2006 roku mają euroband na lewej krawędzi w postaci niebieskiego paska z norweską flagą i międzynarodowym kodem rejestracyjnym "N".

## Produkcja tablic rejestracyjnych
Produkcja tablic rejestracyjnych jest ściśle kontrolowana przez władze. Tablice są wydawane po zaakceptowaniu zgłoszenia pojazdu do rejestracji. Jeśli tablice zostały skradzione, nowe nie będą wydawane do momentu zakończenia dochodzenia przez policję. Tablice wszystkich typów, z wyjątkiem niektórych tablic typu F, do 2008 roku były produkowane z aluminium. Między 1 stycznia 2009 a 31 grudnia 2011 tablice wytwarzano z tworzywa sztucznego, co uczyniło je trochę grubszymi niż starsze z aluminium, jednak były od nich o wiele tańsze. Ze względu na dużą podatność na zniszczenia podczas uderzenia w niskich temperaturach oraz wyższe koszty utylizacji tworzyw sztucznych w porównaniu z aluminium, od 1 stycznia 2012 roku powrócono do produkcji tablic aluminiowych.

## Wyróżniki i cyfry

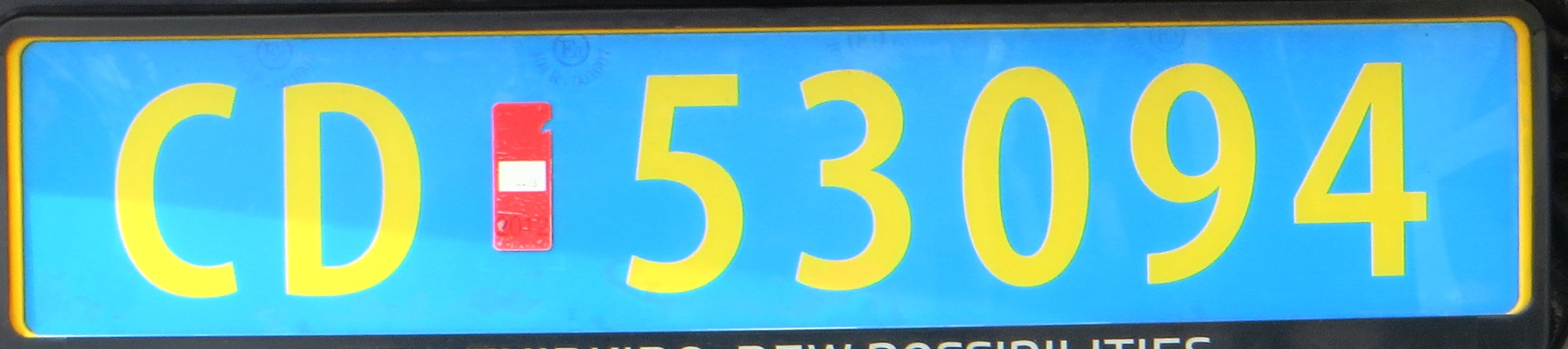
Tablica pojazdu korpusu dyplomatycznego (53 – Korea Południowa).

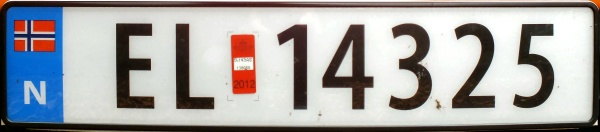
Tablica pojazdu zasilanego silnikiem elektrycznym.

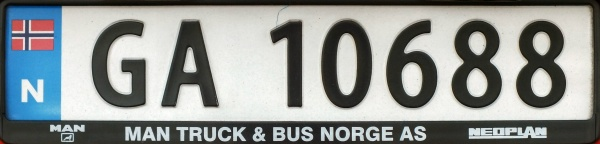
Tablica pojazdu zasilanego gazem.

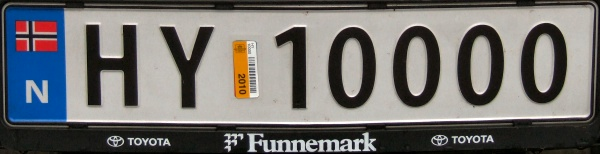
Tablica pojazdu zasilanego wodorem.

Wszystkie norweskie tablice rejestracyjne dla samochodów cywilnych posiadają dwuliterowy wyróżnik, a następnie ciąg liczb. Wojskowe tablice rejestracyjne mają tylko sekwencję cyfr. Większość samochodów posiada pięciocyfrowy numer rejestracyjny liczb z zakresu między 10000 a 99999. Motocykle, maszyny rolnicze i przyczepy posiadają czterocyfrowe numery rejestracyjne z zakresu między 1000 a 9999. Na tablicach tymczasowych używa się trzycyfrowego numeru rejestracyjnego z zakresu między 100 a 999. Tablice dealerskie posiadają dwucyfrowy numer rejestracyjny z zakresu od 10 do 99 lub trzycyfrowy z zakresu od 100 do 999.
Zwykłe samochodowe tablice rejestracyjne mają wyróżnik uzależniony od położenia geograficznego przy pierwszej rejestracji, nie podlega zmianie podczas dalszego użytkowania.

### Tabela wyróżników
| Miasto               | Okręg            | Wyróżniki                                                                                             |
| -------------------- | ---------------- | --- |
| Halden               | Østfold          | AA AB AC                                                                                              |
| Sarpsborg            | Østfold          | AD AE                                                                                                 |
| Fredrikstad          | Østfold          | AF AH AR AS AT AU AV AW DW                                                                            |
| Mysen                | Østfold          | AJ AK AL AN AP BW FN                                                                                  |
| Moss                 | Østfold          | AX AY AZ BA BB FN                                                                                     |
| Drøbak               | Akershus         | BC BD BE BF BH BJ BK BG                                                                               |
| Asker i Bærum        | Akershus         | BL BN BP BR BS BT BU BV BX BY BZ CA CB                                                                |
| Romerike             | Akershus         | CC CE CF CH CJ CK CL CN CP CR CS CT CU EV                                                             |
| Jessheim             | Akershus         | CV CX CY CZ CW                                                                                        |
| Oslo                 | Oslo             | DA DB DC DD DE DF DH DJ DK DL DN DP DR DS DT DU DV DX DY DZ EA EB EC ED EE EF EH EJ EN EP ER ES ET EU |
| Hamar                | Hedmark          | FS FT FU FV FX FY FZ HA FW                                                                            |
| Elverum              | Hedmark          | HB HC HD HE HA                                                                                        |
| Tynset               | Hedmark          | HF HH                                                                                                 |
| Kongsvinger          | Hedmark          | HJ HK HL HN HP HR                                                                                     |
| Lillehammer          | Oppland          | HS HT HU HV HX FB                                                                                     |
| Otta                 | Oppland          | HZ JA JB                                                                                              |
| Gjøvik               | Oppland          | JC JD JE JF JH JJ JK JL JN JP                                                                         |
| Fagernes             | Oppland          | JR JS JT                                                                                              |
| Ringerike            | Buskerud         | JU JV JX JY JZ KA                                                                                     |
| Hallingdal           | Buskerud         | KB KC KD                                                                                              |
| Drammen              | Buskerud         | KE KF KH KJ KK KL KN KP KR KS KW EZ EW                                                                |
| Kongsberg            | Buskerud         | KT KU KV KX KY                                                                                        |
| Horten               | Vestfold         | KZ LA LB LC LD LE LF                                                                                  |
| Tønsberg             | Vestfold         | LH LJ LK LL LN LP LR                                                                                  |
| Larvik               | Vestfold         | LS LT LU LV LX NA NB NC                                                                               |
| Sandefjord           | Vestfold         | LY LZ NA                                                                                              |
| Skien                | Telemark         | ND NE NF NH NJ NK NL NN NP NR NT NU                                                                   |
| Notodden             | Telemark         | NV NX NY NZ NW                                                                                        |
| Rjukan               | Telemark         | PA PB                                                                                                 |
| Arendal              | Aust-Agder       | PC PD PE PF PH PJ PK                                                                                  |
| Setesdal             | Aust-Agder       | PL LF                                                                                                 |
| Kristiansand         | Vest-Agder       | PN PP PR PS PT PU PV                                                                                  |
| Mandal               | Vest-Agder       | PX PY PZ RC RD                                                                                        |
| Flekkefjord          | Vest-Agder       | RA RB                                                                                                 |
| Stavanger            | Rogaland         | RE RF RH RJ RK RL RN RP RR RS RT RU RV RX RY RW FB DW                                                 |
| Egersund             | Rogaland         | RZ SA SB                                                                                              |
| Haugesund            | Rogaland         | SC SD SE SF SH SJ SK SL                                                                               |
| Bergen               | Hordaland        | SN SP SR SS ST SU SV SX SY SZ TA TB TC TD TE                                                          |
| Voss                 | Hordaland        | TF TH TJ TK                                                                                           |
| Stord                | Hordaland        | TL TN TP TR                                                                                           |
| Odda                 | Hordaland        | TS TT TU                                                                                              |
| Førde                | Sogn og Fjordane | TV TX TY TZ                                                                                           |
| Nordfjordeid         | Sogn og Fjordane | UA UB FA                                                                                              |
| Sogndalsfjøra        | Sogn og Fjordane | UC UD                                                                                                 |
| Ålesund              | Møre og Romsdal  | UE UF UH UJ UK UL UG UW                                                                               |
| Ørsta                | Møre og Romsdal  | UN UP BB                                                                                              |
| Molde                | Møre og Romsdal  | UR US UT UU UV                                                                                        |
| Kristiansund         | Møre og Romsdal  | UX UY UZ VA                                                                                           |
| Sunndalsøra          | Møre og Romsdal  | VB VC                                                                                                 |
| Trondheim            | Trøndelag        | VD VE VF VH VJ VK VL VN VP VR FP VS VU VV                                                             |
| Støren               | Trøndelag        | VS VT VU                                                                                              |
| Orkanger             | Trøndelag        | VX VY VZ                                                                                              |
| Brekstad             | Trøndelag        | XA XB XC                                                                                              |
| Steinkjer            | Trøndelag        | XD XE XF XH XJ XW                                                                                     |
| Levanger             | Trøndelag        | XK XL XW                                                                                              |
| Stjørdalshalsen      | Trøndelag        | XN XP YW                                                                                              |
| Namsos               | Trøndelag        | XR XS XT XU                                                                                           |
| Mosjøen              | Nordland         | XV XX XY XZ FA                                                                                        |
| Mo i Rana            | Nordland         | YA YB YC YD                                                                                           |
| Bodø                 | Nordland         | YE YF YH YJ FD                                                                                        |
| Fauske               | Nordland         | YK YL                                                                                                 |
| Narvik               | Nordland         | YN YP YR YS                                                                                           |
| Svolvær              | Nordland         | YT YY                                                                                                 |
| Sortland             | Nordland         | YU YV YX                                                                                              |
| Storslett            | Troms            | FK |
| Harstad              | Troms            | YZ ZA ZB                                                                                              |
| Tromsø oraz Svalbard | Troms            | ZC ZE ZH ZK ZL ZN FL FC                                                                               |
| Finnsnes             | Troms            | ZD ZF ZJ EX                                                                                           |
| Vadsø                | Finnmark         | FR ZP ZR LE                                                                                           |
| Kirkenes             | Finnmark         | ZS EY                                                                                                 |
| Alta                 | Finnmark         | ZT ZU ZV ZY ZW                                                                                        |
| Hammerfest           | Finnmark         | ZX |
| Lakselv              | Finnmark         | ZZ |

### Wyróżniki specjalne
- CD: Korpus dyplomatyczny;
- EL, EK, EV i EB: pojazdy zasilane elektrycznie[7];
- FE: byłe pojazdy wojskowe (wyprodukowane do roku 2005), sprzedane lub przekazane do stosowania do celów cywilnych;
- GA: gaz/LPG - pojazdy zasilane skroplonym gazem węglowodorowym lub innym gazem;
- HY: pojazdy zasilane wodorem[8];
- A + 1 cyfra: pojazdy rodziny królewskiej.

Litery G, I, O i Q nie są używane ze względu na ich podobieństwo do innych liter lub cyfr; wyjątek stanowi oznaczenie GA dla pojazdów zasilanych CNG. M i W początkowo nie używano, ponieważ są one znacznie szersze niż inne litery, ale literę W wprowadzono w wybranych wyróżnikach. Norweskie litery Æ, Ø i Å nie są używane. Ponadto, połączenia "NS" i "SS" zostały pominięte ze względu na ich znaczenie podczas II wojny światowej. (Wyróżnik SS jest jednak używany na czterocyfrowe tablice motocykli, ciągników i przyczep.)
Jeżeli pojazd został przeznaczony do zezłomowania lub wyeksportowany, następuje utrata uprawnień do jego używania na drogach publicznych. Numer rejestracyjny nie może zostać wykorzystany ponownie. Także po kradzieży tablic rejestracyjnych należy pojazd zarejestrować z użyciem nowego numeru rejestracyjnego.

### Wyróżniki korpusu dyplomatycznego
Pojazdy dyplomatyczne są oznaczane literami CD, następnie dwucyfrowym kodem kraju lub organizacji (jak poniżej) oraz trzycyfrowym numerem porządkowym.
| Kod | Kraj lub organizacja                      | Uwagi                                          |
| --- | ----------------------------------------- | ---------------------------------------------- |
| 10  | Stany Zjednoczone                         | do 2001 r., obecnie tablice rejestracyjne Oslo |
| 11  | Argentyna                                 |                                                |
| 12  | Afganistan                                |                                                |
| 14  | Belgia                                    |                                                |
| 15  | Brazylia                                  |                                                |
| 16  | Wielka Brytania                           | do 2002 r., obecnie tablice rejestracyjne Oslo |
| 17  | Bułgaria                                  |                                                |
| 18  | Filipiny                                  |                                                |
| 19  | Norweski Sekretariat Barentsa             |                                                |
| 20  | Kanada                                    |                                                |
| 21  | Chile                                     |                                                |
| 22  | Kolumbia                                  |                                                |
| 23  | Kuba                                      |                                                |
| 24  | Kostaryka                                 |                                                |
| 25  | Algieria                                  |                                                |
| 26  | Dania                                     |                                                |
| 27  | Sudan Południowy                          |                                                |
| 28  | Unia Europejska                           |                                                |
| 29  | Egipt                                     |                                                |
| 30  | Burundi                                   | do 2012 Ekwador                                |
| 31  | Estonia                                   |                                                |
| 32  | Gruzja                                    |                                                |
| 33  | Finlandia                                 |                                                |
| 34  | Francja                                   |                                                |
| 35  | Program Narodów Zjednoczonych ds. Rozwoju |                                                |
| 37  | Grecja                                    |                                                |
| 40  | Indie                                     |                                                |
| 41  | Indonezja                                 |                                                |
| 42  | Iran                                      |                                                |
| 43  | Islandia                                  |                                                |
| 44  | Izrael                                    | do 2002 r., obecnie tablice rejestracyjne Oslo |
| 45  | Włochy                                    |                                                |
| 46  | Irak                                      |                                                |
| 47  | Arabia Saudyjska                          |                                                |
| 48  | Japonia                                   |                                                |
| 49  | Serbia                                    |                                                |
| 51  | Kazachstan                                |                                                |
| 52  | Chińska Republika Ludowa                  |                                                |
| 53  | Korea Południowa                          |                                                |
| 54  | Korea Północna                            | nieużywane od 1995 r.                          |
| 55  | Chorwacja                                 |                                                |
| 56  | Maroko                                    |                                                |
| 57  | Meksyk                                    | nieużywane od lipca 2002 r.                    |
| 60  | Holandia                                  |                                                |
| 62  | Pakistan                                  |                                                |
| 63  | Panama                                    | nieużywane                                     |
| 64  | Polska                                    |                                                |
| 65  | Portugalia                                |                                                |
| 66  | Palestyna                                 | przedstawicielstwo                             |
| 68  | Rumunia                                   |                                                |
| 71  | Rosja                                     |                                                |
| 72  | Hiszpania                                 |                                                |
| 73  | Szwajcaria                                |                                                |
| 74  | Szwecja                                   |                                                |
| 75  | Południowa Afryka                         |                                                |
| 76  | Tajlandia                                 |                                                |
| 77  | Czechy                                    |                                                |
| 78  | Turcja                                    |                                                |
| 79  | NRD                                       | nieużywane                                     |
| 80  | Niemcy                                    |                                                |
| 81  | Tunezja                                   |                                                |
| 82  | Ukraina                                   |                                                |
| 83  | Węgry                                     |                                                |
| 86  | Wenezuela                                 |                                                |
| 87  | Wietnam                                   | od 2002                                        |
| 88  | Macedonia                                 |                                                |
| 89  | Austria                                   |                                                |
| 90  | Słowacja                                  |                                                |
| 91  | Litwa                                     |                                                |
| 92  | Gwatemala                                 |                                                |
| 93  | Bośnia i Hercegowina                      |                                                |
| 94  | Łotwa                                     |                                                |
| 95  | Sudan                                     |                                                |
| 96  | Sri Lanka                                 |                                                |
| 97  | Irlandia                                  |                                                |

### Inne zagadnienia
Norwegia nie ma określonego schematu numeracji lub wyróżnika dla pojazdów policja, pogotowia, innych służb lub taksówek, z wyjątkiem tablic typu F, używanych przez zagranicznych dyplomatów.

## Historia

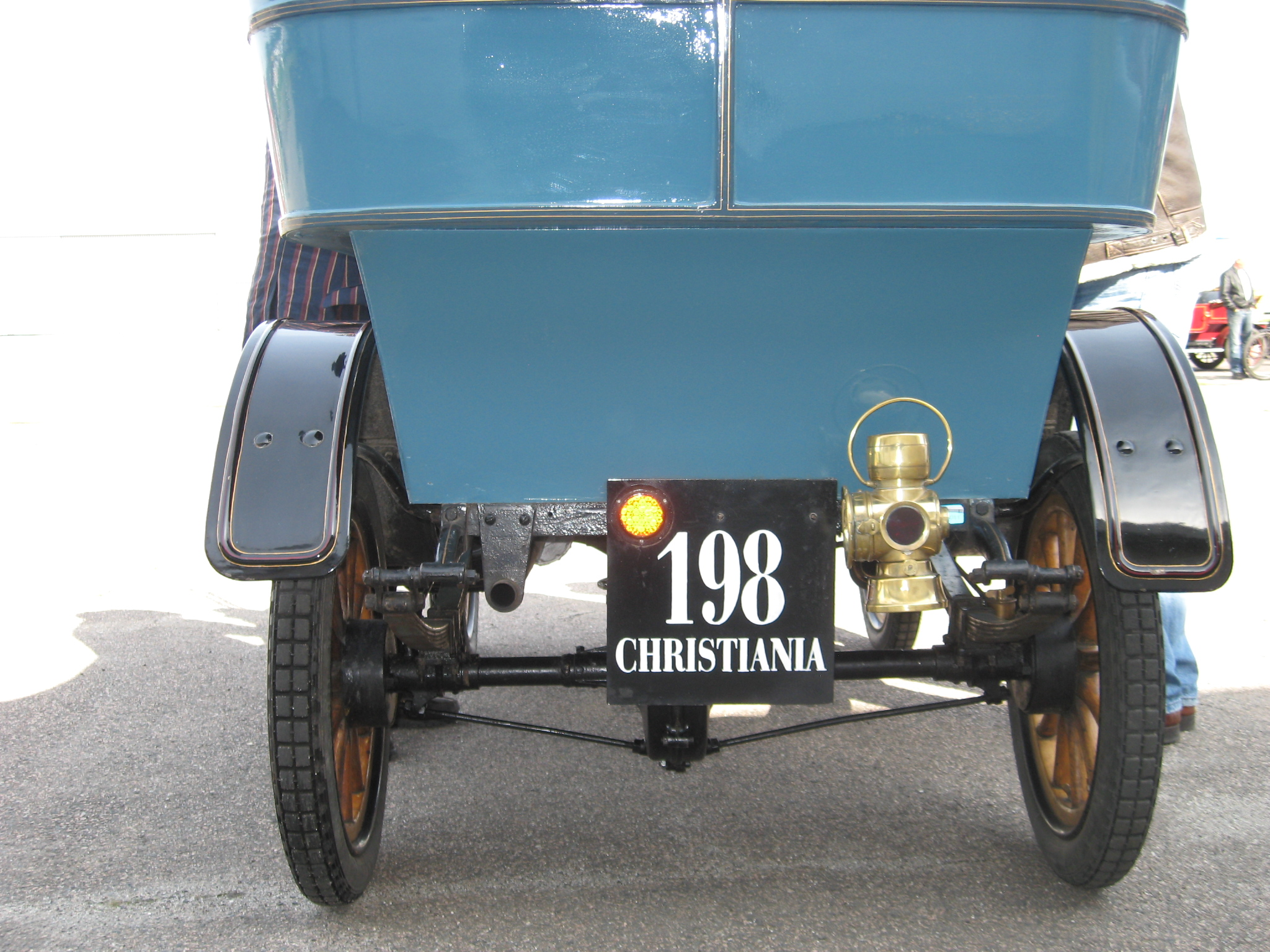
Replika tablicy rejestracyjnej z lat 1900-1913.

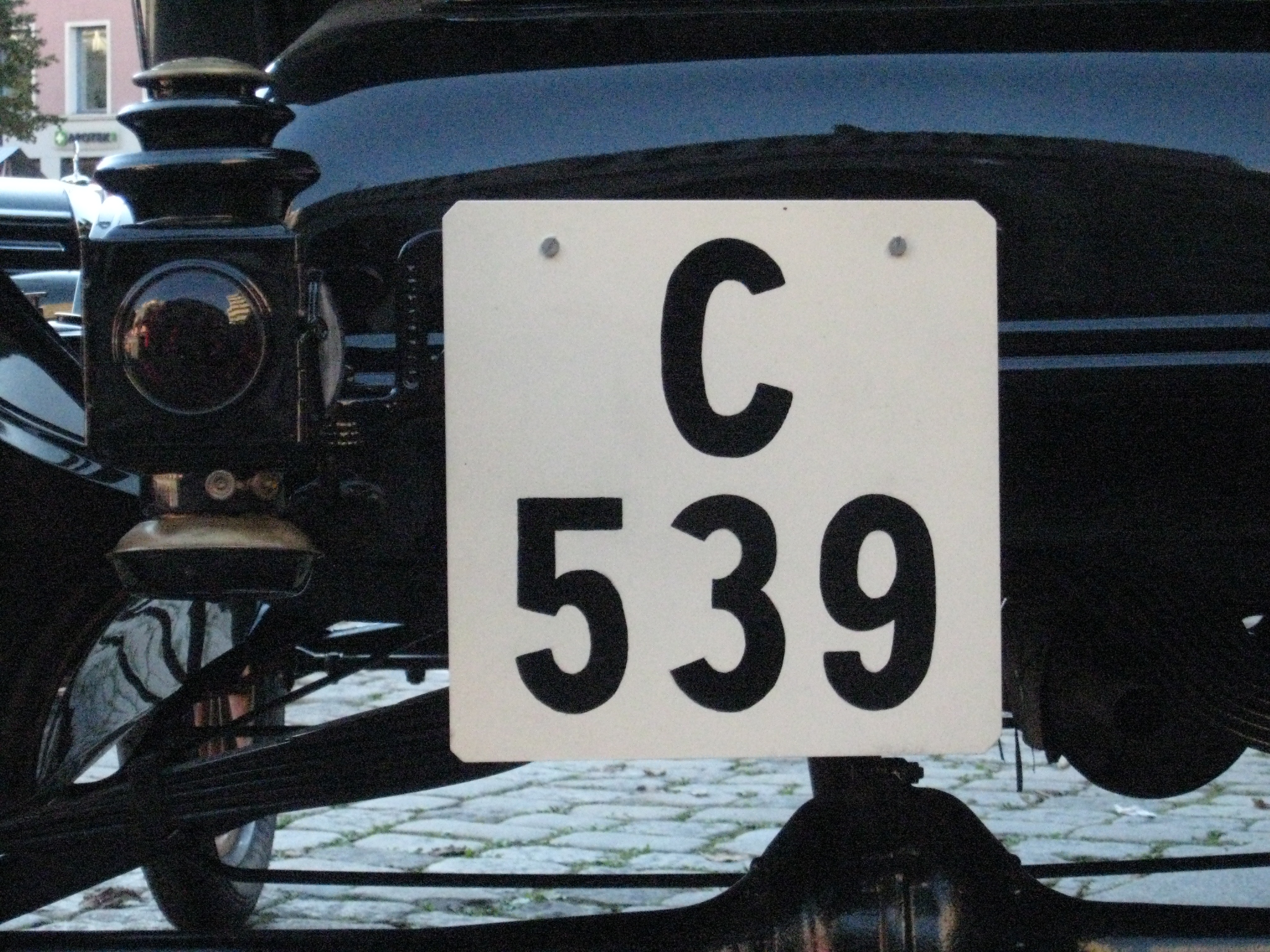
Replika tablicy rejestracyjnej z lat 1913-1929.

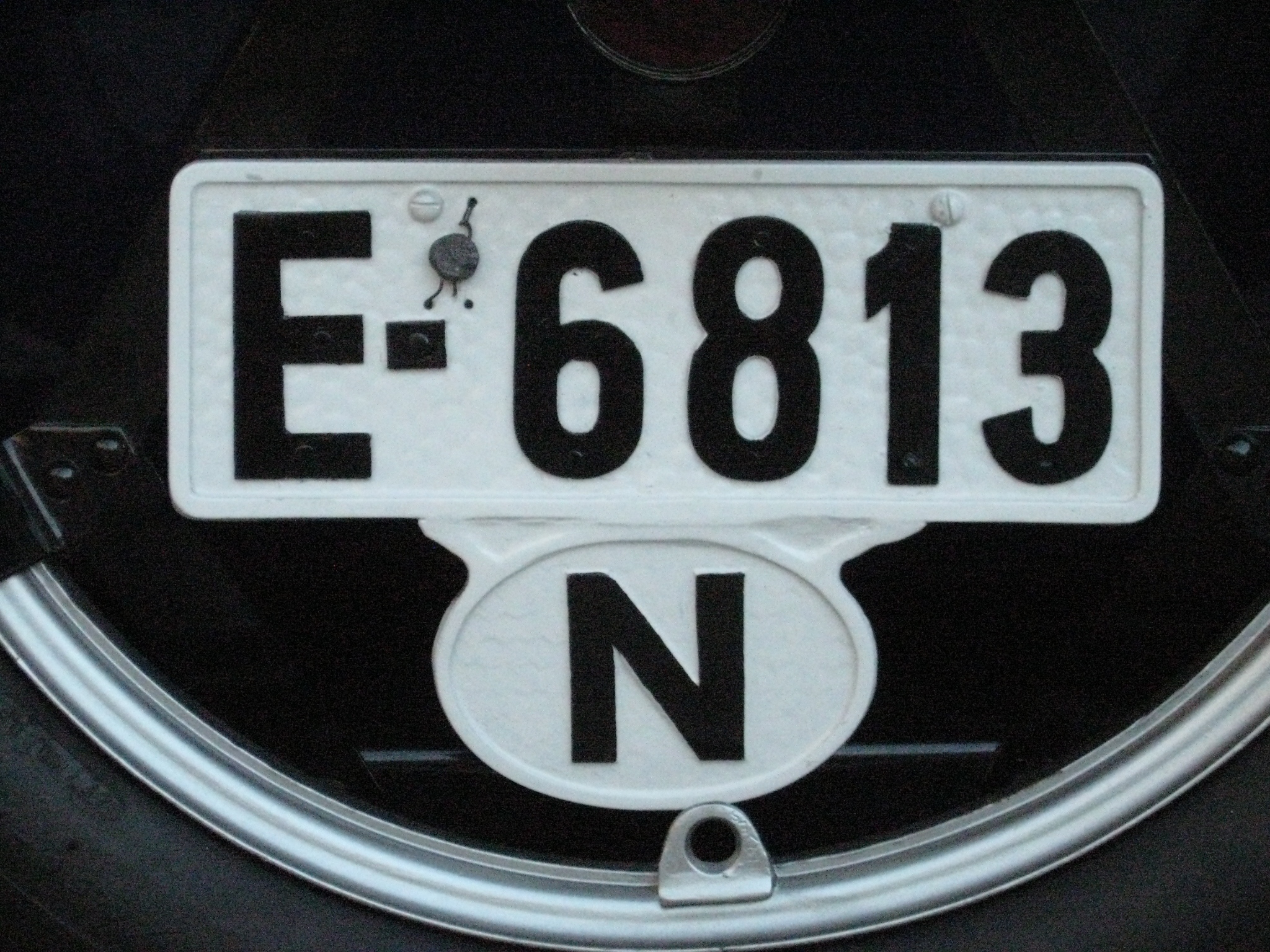
Replika tablicy rejestracyjnej z lat 1929-1971.

Od 1 kwietnia 1900 r. do 3 marca 1913 roku na regionalnych tablicach rejestracyjnych używano tylko cyfr. Tablice rejestracyjne były koloru czarnego z cyframi i nazwa okręgu lub miasta w kolorze białym. Ocalałe pojazdy z tego okresu mogą wykorzystywać oryginalne tablice rejestracyjne.
Od 1 kwietnia 1913 r. do 31 marca 1971 roku na norweskich tablicach rejestracyjnych używano tylko jednej litery. Od 1958 w Oslo wprowadzono tablice z 6 cyframi w 3 grupach.
Pojazdy wyprodukowane przed 1971 (import lub norweskie) mogą korzystać z jednoliterowych tablic rejestracyjnych, jeżeli obecny właściciel tak zdecyduje, jednak w ramach obowiązujących ówcześnie wyróżników. Podobnie jak w przypadku współczesnych tablic, numer rejestracyjny jest przypisany do pojazdu. Powszechną praktyką jest wykorzystywanie najwcześniejszych znanych lub istniejących jednoliterowych tablic, na których pojazd został zarejestrowany.

### Wyróżniki literowe z lat 1913 – 1971
Okręg (nazwa do / od 1918 roku):
- A: Christiania amt / Oslo
- B: Smaalenenes amt / Østfold
- C: Akershus amt / Akershus
- D: Hedemarkens amt / Hedmark
- E: Kristians amt / Oppland
- F: Buskeruds amt / Buskerud
- G: Jarlsberg og Larviks amt / Vestfold do 1929 roku
- Z: Vestfold od 1929 roku
- H: Bratsberg amt / Telemark
- I: Nedenes amt / Aust-Agder
- K: Lister og Mandals amt / Vest-Agder
- L: Stavanger amt / Rogaland
- O: Bergen amt / Bergen
- R: Søndre Bergenhus amt / Hordaland
- S: Norde Bergenhus amt / Sogn og Fjordane
- T: Romsdals amt / Møre og Romsda
- U: Søndre Trondhjems amt / Sør-Trøndelag
- V: Nordre Trondhjems amt / Nord-Trøndelag
- W: Nordlands amt / Nordland
- X: Tromsø amt / Troms
- Y: Finmarken amt/ Finnmark